# シガー (競走馬)
シガー（Cigar、1990年 - 2014年）は、アメリカ合衆国の競走馬である。ブリーダーズカップ・クラシックなどG1競走11勝。サイテーションに並ぶ16連勝を達成した。1995年・1996年エクリプス賞年度代表馬、1995年・1996年エクリプス賞最優秀古牡馬、アメリカ競馬殿堂馬。『20世紀のアメリカ名馬100選』では18位に選出されている。

## 経歴
シガーは1993年2月にダート6ハロンの未勝利戦でデビューした。デビュー戦は7着であったが、2戦目の未勝利戦で初勝利を挙げた。3戦目以降の11レースは芝のレースを走っていたが、下級戦でも惨敗を繰り返すなど結局11戦して1勝に終わった。だが、1994年の10月にひさびさのダートレースに出走すると8馬身差で勝利した。続いてNYRAマイルハンデキャップ（G1）に出走、このレースにはG1を5勝したデヴィルヒズデューも出走していたが、7馬身差で勝利した。
5歳になった1995年もG1戦線で勝利を続け、迎えたブリーダーズカップ・クラシックでもルキャリエールを相手に2馬身半差で優勝し、この年のエクリプス賞年度代表馬に選出された。
翌年ドンハンデキャップを連覇、ドバイワールドカップでもソウルオブザマターとの叩き合いを制し、連勝記録は14にまで伸びていた。次走マサチューセッツハンデキャップも勝利し、サイテーションの持つ20世紀のアメリカの連勝記録へ王手をかけたシガーに対し、サイテーションチャレンジという競走が企画された。このレースでも圧倒的な強さを見せ、半世紀ぶり、グレード制導入後では初となる16連勝を達成した。
次走のパシフィッククラシックステークスでDare and Go （デアアンドゴー）に敗れてついに連勝記録は止まってしまい、ブリーダーズカップ・クラシックでも3着に敗れ引退するが、生涯で稼ぎ出した賞金は米ドルに換算して999万9815ドルに達しており、これは2008年にカーリンに破られるまで北アメリカの最高獲得賞金記録であった。
引退後は種牡馬入りした。種牡馬入りの際は日本からも3000万ドルでの購入のオファーがあったとされるが、結局はクールモアにて2500万ドル（当時のレートで約30億円）のシンジケートが組まれた。だが無精子症（精子の形状に異常があり、どの精子も全く動かなかったという）であることが判明し、治療もむなしくついに1頭の産駒も残さず種牡馬を引退した。その後は1999年からケンタッキー・ホース・パークで功労馬として余生を送る。2014年に首の変形性関節症で苦しむようになり、半年ほど治療を試みたがうまくいかずに症状が悪化し、手術を行ったものの術後に合併症を引き起こして10月8日に死んだ。

## 競走成績
- 1993年（9戦2勝）
- 1994年（6戦2勝）
  - NYRAマイルハンデキャップ
- 1995年（10戦10勝） - エクリプス賞年度代表馬、最優秀古馬牡馬
  - ブリーダーズカップ・クラシック、ジョッキークラブゴールドカップ、ドンハンデキャップ、ガルフストリームパークハンデキャップ、オークローンハンデキャップ、ピムリコスペシャルハンデキャップ、ハリウッドゴールドカップハンデキャップ
- 1996年（8戦5勝） - エクリプス賞年度代表馬、最優秀古馬牡馬
  - ドンハンデキャップ、ウッドワードステークス、ドバイワールドカップ

## 評価
4歳時から6歳時にかけて、北アメリカ連勝記録のタイ記録となる16連勝を記録した。5歳時に記録した年間無敗の10戦10勝は、マンノウォーが1920年に記録した11戦11勝に次ぐ当時第2位の記録であった。賞金面では、5歳時に年間4,819,800ドルの賞金を獲得してサンデーサイレンスの持つ北アメリカの年間獲得賞金記録を更新し、6歳時に前年の自身の記録を更新する年間4,910,000ドルの賞金を獲得した。また、通算獲得賞金額9,999,815ドルは当時の北アメリカ最高獲得賞金記録である。インターナショナル・クラシフィケーションにおいては、5歳時に132ポンド、6歳時に135ポンドの評価を得ている。この評価はアメリカ調教馬が獲得したインターナショナル・クラシフィケーションにおける評価の第1位（135ポンド）と第2位（132ポンド）である。このように数々の記録を打ち立て、しかも連勝中のそのほとんどが楽勝であったことから1990年代のアメリカ最強馬と推す者も多い。一方で、シガーの主戦騎手を務めたJ.ベイリーは、シガーを「スピードのない馬だった」と評している。
引退した翌年の1997年には、ガルフストリームパーク競馬場でシガーの等身大の銅像が建立され、アケダクト競馬場ではNYRAマイルハンデキャップがシガーマイルハンデキャップ (Cigar Mile Handicap) と改称された。1999年にはブラッド・ホースによる20世紀のアメリカ名馬100選で第18位に選ばれている。
2002年、アメリカ競馬殿堂馬に選出された。

## 血統表
| シガーの血統（ノーザンダンサー系 / 5代内アウトブリード） | シガーの血統（ノーザンダンサー系 / 5代内アウトブリード） | シガーの血統（ノーザンダンサー系 / 5代内アウトブリード） | （血統表の出典）   | （血統表の出典） |
| 父 *パレスミュージック Palace Music 1981 栗毛            | 父の父The Minstrel 1974 栗毛                             | Northern Dancer                                          | Nearctic           | Nearctic         |
| 父 *パレスミュージック Palace Music 1981 栗毛            | 父の父The Minstrel 1974 栗毛                             | Northern Dancer                                          | Natalma            |                  |
| 父 *パレスミュージック Palace Music 1981 栗毛            | 父の父The Minstrel 1974 栗毛                             | Fleur                                                    | Victoria Park      | Victoria Park    |
| 父 *パレスミュージック Palace Music 1981 栗毛            | 父の父The Minstrel 1974 栗毛                             | Fleur                                                    | Flaming Page       |                  |
| 父 *パレスミュージック Palace Music 1981 栗毛            | 父の母Come My Prince 1972 芦毛                           | Prince John                                              | Princequillo       | Princequillo     |
| 父 *パレスミュージック Palace Music 1981 栗毛            | 父の母Come My Prince 1972 芦毛                           | Prince John                                              | Not Afraid         |                  |
| 父 *パレスミュージック Palace Music 1981 栗毛            | 父の母Come My Prince 1972 芦毛                           | Come Hither Look                                         | Turn-to            | Turn-to          |
| 父 *パレスミュージック Palace Music 1981 栗毛            | 父の母Come My Prince 1972 芦毛                           | Come Hither Look                                         | Mumtaz             |                  |
| 母 Solar Slew 1982 黒鹿毛                                | 母の父Seattle Slew 1974 黒鹿毛                           | Bold Reasoning                                           | Boldnesian         | Boldnesian       |
| 母 Solar Slew 1982 黒鹿毛                                | 母の父Seattle Slew 1974 黒鹿毛                           | Bold Reasoning                                           | Reason to Earn     |                  |
| 母 Solar Slew 1982 黒鹿毛                                | 母の父Seattle Slew 1974 黒鹿毛                           | My Charmer                                               | Poker              | Poker            |
| 母 Solar Slew 1982 黒鹿毛                                | 母の父Seattle Slew 1974 黒鹿毛                           | My Charmer                                               | Fair Charmer       |                  |
| 母 Solar Slew 1982 黒鹿毛                                | 母の母Gold Sun 1974 鹿毛                                 | Solazo                                                   | Beau Max           | Beau Max         |
| 母 Solar Slew 1982 黒鹿毛                                | 母の母Gold Sun 1974 鹿毛                                 | Solazo                                                   | Solar System       |                  |
| 母 Solar Slew 1982 黒鹿毛                                | 母の母Gold Sun 1974 鹿毛                                 | Jungle Queen                                             | Claro              | Claro            |
| 母 Solar Slew 1982 黒鹿毛                                | 母の母Gold Sun 1974 鹿毛                                 | Jungle Queen                                             | Agrippine F-No.2-g |                  |

父パレスミュージックの半兄に日本で外国産馬として走りきさらぎ賞2着などの成績を残した後に種牡馬となったニシノエトランゼがいる。
半姉のムルカはチリでGII競走を2勝し、祖母のゴールドサンはアルゼンチンでGI競走を優勝している。